# Marina Arrate
Pour les articles homonymes, voir Arrate (homonymie).
Marina Arrate Palma (Osorno, 14 février 1957) est une psychologue clinicienne et poétesse chilienne.

## Biographie
Marina Arrate étudie la psychologie à l'Université pontificale catholique du Chili et obtient un master à l'université de Concepción.
Elle commence à publier dans la revue mensuelle LAR (es) et, de retour à Santiago du Chili, elle fonde la maison éditoriale Libros de la Elipse. Elle a également été professeur dans plusieurs centres éducatifs comme l'Université technologique métropolitaine ou le Centre de Genre et Culture de l'Amérique Latine (CEGECAL) de l'Université de Chili.

## Œuvre
- Este Lujo de Ser, 1986, Editorial LAR, Concepción.
- Máscara Negra, 1990, Editorial LAR, Concepción.
- Tatuaje, 1992, Editorial LAR, Concepción.
- Compilación de su Obra Publicada, 1996, Editorial Tierra Firme, Buenos Aires, Argentina.
- Uranio, 1999, Editorial LOM, Santiago.
- Trapecio, 2002, Editorial LOM, Santiago.
- El Libro del Componedor, 2008, Sello Editorial Libros de la Elipse, Santiago.
- Satén, 2009, Editorial Pen Press, New York.
- Carta a Don Alonso de Ercilla y Zúñiga, Memoria Poética. Reescrituras de la Araucana, 2010

## Prix
- Premio Municipal de Poesía de Santiago 2003 pour Trapecio.